# 設問
在修辭法中，設問指不直述，而以提問帶出重點的筆法。從中國古典詩辭到現代的思辯文章，設問手法一直存在，旨在引起讀者注意，不一定需要答案。設問分成三種，分別是懸問、激問和提問。

## 懸問
懸問又叫「疑問」，懸示作者確實沒有答案，讓聽者尋思。是指作者心中真的有疑問，並在文章中提出問題，讓讀者一起去思考，我們稱為懸問。
例句：
- 「君自故鄉來，應知故鄉事，來日綺窗前，寒梅著花未？」(王維, 《雜詩三首·其二》)
- 「兒童相見不相識，笑問客從何處來？」(賀知章, 《回鄉偶書二首·其一》)
- 「聰明的，你告訴我，我們的日子為什麼一去不復返呢？」(朱自清，《匆匆》)
- 「以君之力，曾不能損魁父之丘，如太行、王屋何?且焉置土石?」(列子，《愚公移山》)
- 「春眠不覺曉，處處聞啼鳥。夜來風雨聲，花落知多少？」(孟浩然，《春曉》)
- 「春花秋月何時了？往事知多少？小樓昨夜又東風，故國不堪回首月明中」。(李煜，《虞美人》)
- 「靖康恥，猶未雪；臣子恨，何時滅？」(岳飛，《滿江紅》)
- 「老殘眼見北斗七星的斗杓東指，因物換星移、歲月如流而感懷人生的蹉跎無常與自己的漂泊不定，所以由感而嘆，道出內心的疑惑：『一年一年地這樣瞎混下去，如何是個了局呢？』」(劉鶚 ，《黃河結冰記》)

## 激問
激問又稱「詰問」或「反問」。有問無答，推敲下卻見暗示，答案一定在問題的反面。可以讓文章更有氣勢。
例句：
- 「學而時習之，不亦說乎？有朋自遠方來，不亦樂乎？人不知而不慍，不亦君子乎？」（論語學而篇）
- 「不經一番寒徹骨，焉得梅花撲鼻香？」(黃蘗希運，《上堂開示頌》)
- 「如果今天交通好的話，我需要衝得這麼辛苦嗎？」
- 「蓮之愛，同予者何人？」（周敦頤，《愛蓮說》）

## 提問
提問又叫「問答法」。答案在問題之後，用問提示下文。以突出語意重點，吸引注意。
例句：
- 「問君能有幾多愁？恰似一江春水向東流。」(李煜，《虞美人・春花秋月何時了》)
- 「人生到處知何似？應似飛鴻踏雪泥。」(蘇軾，《和子由澠池懷舊》)
- 「借問酒家何處有？牧童遙指杏花村。」(杜牧，《清明》)